# Prepona autolycus
Prepona autolycus är en fjärilsart som beskrevs av Hans Fruhstorfer 1904. Prepona autolycus ingår i släktet Prepona och familjen praktfjärilar. Inga underarter finns listade i Catalogue of Life.